# スタンド・アップ・フォー・ラヴ
「スタンド・アップ・フォー・ラヴ」 (Stand Up for Love) とは、2005年9月27日にリリースされたデスティニーズ・チャイルドのシングルである。デイビッド・フォスターがプロデュースを行った。ベストアルバム『ナンバーワンズ』にのみ収録されている。バラードナンバー。